# Ajara Nchout
Ajara Nchout Njoya (Njisse, 1993. január 12. –) kameruni női válogatott labdarúgó, a spanyol Atlético Madrid együttesének csatára.

## Pályafutása

### Klubcsapatokban
2011 és 2013 között két bajnoki idényt játszott az orosz első osztályban, előbb az Energia Voronyezzsel bronz-, majd a Rosszijankával bajnoki ezüstérmet szerzett.
A Western New York Flash színeiben 7 alkalommal lépett pályára 3 hónapos szerződése alatt. 2015 decemberében írt alá a svéd Elitettanban érdekelt Sundsvall keretéhez, ahol 41 meccsen 22 gólt szerzett.
A 2018-as szezont a norvég Sandviken csapatánál töltötte és 22 mérkőzésen 18 találatot jegyzett. Teljesítményével az Év Játékosa-díj jelöltjei között találta magát, a szezon végével pedig kétéves szerződést írt alá a Vålerenga együtteséhez, ahol bajnoki ezüstéremhez segítette csapatát 11 góljával. A következő idényében megszerezte a történetének első bajnoki címét, melyet egy szintén történelmi kupagyőzelemmel egészített ki, ráadásul 10 találatával a bajnokság legeredményesebb támadója lett.
2021 januárjában jelentette be, hogy másfél évre a spanyol Atlético Madridhoz igazol. Bemutatkozására január 16-án a szuperkupa döntőn került sor és két gólja mellett az első spanyol trófeáját is begyüjtötte.

### A válogatottban
Kamerunnal részt vett a 2012-es olimpián, a 2015-ös és a 2019-es világbajnokságon. Az utóbbi rendezvényen Új-Zéland elleni második találatát Puskás-díjra jelölték.

## Sikerei, díjai

### Klubcsapatokban
Orosz bajnoki ezüstérmes (1):
- Rosszijanka (1): 2012–13

 Norvég bajnok (1):
- Vålerenga (1): 2020

 Norvég kupagyőztes (1):
- Vålerenga (1): 2020

 Spanyol szuperkupa-győztes (1):
- Atlético Madrid (1): 2021

### A válogatottban
Kamerun
- Afrikai Nemzetek Kupája ezüstérmes (2): 2014, 2016,
- Afrikai Nemzetek Kupája bronzérmes (1): 2018